# Coppa Italia 1975 (hockey su pista)
La Coppa Italia 1975 è stata la 9ª edizione della principale coppa nazionale italiana di hockey su pista. La manifestazione si è conclusa il 24 novembre 1975.
Il trofeo è stato conquistato dal Laverda Breganze per la seconda volta nella sua storia.

## Risultati
| Squadra 1        | Totale | Squadra 2      | Andata | Ritorno |
| ---------------- | ------ | -------------- | ------ | ------- |
| Laverda Breganze | 10 - 6 | AFP Giovinazzo | 6 - 2  | 4 - 4   |
| Trissino         | 4 - 16 | Novara         | 2 - 8  | 2 - 8   |

### Finale
| Squadra 1 | Totale | Squadra 2        | Andata | Ritorno |
| --------- | ------ | ---------------- | ------ | ------- |
| Novara    | 5 - 10 | Laverda Breganze | 2 – 5  | 3 – 5   |

#### Gara di andata
| Novara 20 novembre 1975 | Novara | 2 – 5 | Laverda Breganze | Palazetto dello sport |

| Novara             |  |                       |
|                    |  |                       |
| E                  |  | Beniamino Battistella |
|                    |  | Roberto Borrini       |
|                    |  | Dionigi De Grandis    |
| E                  |  | Giulio Fona           |
|                    |  | Piergiorgio Givoni    |
| E                  |  | Robert Olthoff        |
|                    |  | Mario Romussi         |
| Allenatore:        |  |                       |
| Ferruccio Panagini |  |                       |

| Laverda Breganze |  |                     |
|                  |  |                     |
|                  |  | Mauro Bonatto       |
|                  |  | Aronne Cerato       |
|                  |  | Franco Girardelli   |
|                  |  | Carlo Maculan       |
|                  |  | Fabio Rizzitelli    |
|                  |  | Mario Saccardo      |
|                  |  | Renato Saccardo     |
|                  |  | Giambattista Stella |
| Allenatore:      |  |                     |
|                  |  |                     |

#### Gara di ritorno
| Breganze 24 novembre 1975 | Laverda Breganze | 5 – 3 | Novara | Centro giovanile Don Bosco |

| Laverda Breganze |  |                     |
|                  |  |                     |
|                  |  | Mauro Bonatto       |
|                  |  | Aronne Cerato       |
|                  |  | Franco Girardelli   |
|                  |  | Carlo Maculan       |
|                  |  | Fabio Rizzitelli    |
|                  |  | Mario Saccardo      |
|                  |  | Renato Saccardo     |
|                  |  | Giambattista Stella |
| Allenatore:      |  |                     |
|                  |  |                     |

| Novara             |  |                       |
|                    |  |                       |
| E                  |  | Beniamino Battistella |
|                    |  | Roberto Borrini       |
|                    |  | Dionigi De Grandis    |
| E                  |  | Giulio Fona           |
|                    |  | Piergiorgio Givoni    |
| E                  |  | Robert Olthoff        |
|                    |  | Mario Romussi         |
| Allenatore:        |  |                       |
| Ferruccio Panagini |  |                       |